# Ted Turner
Robert Edward Turner III, conhecido como Ted Turner (Cincinnati, 19 de novembro de 1938) é um magnata da mídia americano e filantropo. Como homem de negócios, é melhor conhecido como o fundador do canal a cabo CNN, o primeiro dedicado 24 horas às notícias. Além disso, é um dos maiores sócios do grupo Warner Bros. Discovery.
O império da mídia de Turner começou ao assumir, com 24 anos, o negócio de outdoors do seu pai após seu suicídio. Esse negócio, Turner Outdoor Advertising, valia aproximadamente um milhão de dólares quando Turner assumiu o controle em 1963. A compra de uma estação UHF em Atlanta em 1970 tornou-se o começo da Turner Broadcasting System. A sua CNN revolucionou a mídia jornalística, cobrindo o desastre da Challenger em 1986 e a Guerra do Golfo em 1991. Usando seu império para publicidade, Turner tornou o time de beisebol Atlanta Braves numa franquia popular no país e lançou os Goodwill Games ("jogos da boa vontade") em nome da caridade.
O costume de fazer declarações controversas fez com que ele ganhasse a alcunha (apelido) de "A Boca do Sul". Turner também esteve nas notícias devido ao seu casamento e subsequente divórcio com a atriz Jane Fonda. É também o americano com a posse da maior quantidade de terra, numa área maior do que o tamanho dos estados de Delaware e Rhode Island juntos.

## Biografia

### Estágio inicial
Turner nasceu em Cincinnati, Ohio. Quando tinha nove anos de idade, sua família se mudou para Savannah, na Geórgia. Estudou na McCallie School, uma escola preparatória cristã em Chattanooga, Tennessee. Turner também estudou na Universidade Brown e foi, apesar de não espetacular nas aulas, vice-presidente da Brown Debating Union. Turner foi expulso da Brown em 1960 por receber uma visitante do sexo feminino não-autorizada em seu dormitório.
Turner começou a navegar quando tinha nove anos. Ele entrou numa competição quando tinha onze anos no programa juvenil no clube de iates de Savannah, e competiu na seleção para as Olimpíadas em 1964. Na década de 1970, continuou no esporte e atraiu publicidade por aparecer bêbado numa conferência pós-corrida em 1977.

### Vida profissional
Turner herdou de seu pai o negócio de outdoors e o utilizou para adquirir uma pequena estação de TV em Atlanta, que mais tarde se tornaria a WTBS. Ele reconheceu o potencial dos novos satélites de comunicações para transformar o pequeno mercado do canal num grande mercado que cobriria o país inteiro. Enquanto os sistemas de televisão a cabo começavam a surgir pelos Estados Unidos, muitos deles disponibilizavam a estação de Atlanta de Turner de graça para complementar seus pacotes, o que fez aumentar o número de telespectadores e os lucros com publicidade.
Ele comprou os Atlanta Braves e os Atlanta Hawks em 1976 em parte para fornecer programação esportiva para sua estação de TV e do mesmo modo criou os Goodwill Games ("jogos da boa vontade") em 1986. Seu relacionamento com os Braves era um tanto peculiar antes do sucesso do time na década de 1990; Turner era tão participativo na gestão do time que chegava a dar dias de folga ao treinador para que ele pudesse treinar o time por um dia. Sobre essa experiência, ele disse:
| “ | Treinar não é tão difícil, você só precisa fazer mais runs do que o outro cara | ” |

O Turner Field, inaugurado nas Olimpíadas de Verão de 1996 (quando ainda era chamado de "Centennial Olympic Stadium") e então convertido em um local somente para beisebol para os Braves pouco depois, é nomeado em homenagem a Turner.
Turner criou a Cable News Network (CNN) em 1980, após perceber que muitos chegavam em casa tarde demais para poder assistir aos telejornais das 18h30. Após uma tentativa fracassada de comprar a CBS, Turner comprou o lendário porém endividado estúdio de Hollywood MGM/UA de Kirk Kerkorian em 1986 por US$ 1,5 bilhão.
Após a aquisição, Turner assumiu uma dívida enorme e não teve escolha senão vender partes da nova posse, como o estúdio em Culver City. Turner manteve a biblioteca de filmes da MGM/UA de antes de 1986 e de antes da fusão, o que incluía praticamente todo o material feito pelos dois estúdios antes da fusão e uma porção pequena das propriedades de cinema e televisão da United Artists como a série Gilligan's Island e a biblioteca da Warner Bros. de antes de 1948.
Turner utilizou essas posses para estrear novos canais na televisão a cabo. Em 1988, ele introduziu a Turner Network Television (TNT) com uma transmissão de Gone with the Wind. A TNT foi, pelo menos inicialmente, um veículo para filmes e programas de TV mais antigos, mas aos poucos começou a adicionar programação original e reprises mais recentes. Desde seu lançamento em 1994, o Turner Classic Movies (TCM) adotou o papel de transmitir a biblioteca mais antiga da Warner Bros., RKO e MGM. Assim como na TBS, a TNT utilizou sua programação esportiva para atrair uma audiência maior, através de contratos com a NBA e NASCAR.
Em 1992, a biblioteca da MGM, que incluía os desenhos Looney Tunes e Merrie Melodies da Warner Bros., tornou-se o núcleo do Cartoon Network, um novo canal criado por Turner dedicado somente a desenhos animados. As empresas de Turner também compraram a Hanna-Barbera Productions, adicionando mais conteúdo ao canal. Com a fusão com a Time Warner em 1996, os arquivos do canal ganharam a biblioteca pós-1948 da Warner Bros., dando ao canal uma quantidade enorme de desenhos animados.
Na metade da década de 1980, Turner tornou-se um entusiasta da colorização de filmes em preto-e-branco. Em 1985, o filme Yankee Doodle Dandy tornou-se o primeiro filme em preto-e-branco a ser redistribuído em cores, graças à colorização por computador. Apesar da grande oposição de diretores, atores e cinéfilos na época, o filme ganhou um número grande de admiradores com seu relançamento , e Turner logo iria colorizar a maioria dos filmes de que era dono. No entanto, na metade dos anos 1990, o alto custo do processo fez com que Turner abandonasse a ideia. Diferentemente da TNT, a TCM exibe as versões inalteradas dos filmes.
A Turner Entertainment Co. foi criada em agosto de 1986 para cuidar das propriedades cinematográficas de Turner. Em 1988, Turner comprou a World Championship Wrestling. Em 2001, sob o controle da AOL Time Warner, foi vendida para a concorrente WWE.
Em 1989, Turner criou o prêmio Turner Tomorrow Fellowship, premiando os trabalhos de ficção que oferecessem soluções positivas aos problemas globais. O vencedor, entre 2500 concorrentes, foi Ishmael de Daniel Quinn.
Através da Turner Enterprises, ele é dono de 14 ranchos em Dakota do Sul, Kansas, Montana, Nebraska, Novo México e Oklahoma. De acordo com o website da sua rede de restaurantes Ted's Montana Grill, a missão da empresa é gerenciar as terras de Turner de uma maneira economicamente e ecologicamente sustentável, conservando espécies naturais.
Em 1990, criou a Turner Foundation, cujo foco é doações filantrópicas nas áreas de meio ambiente e população. Também naquele ano, criou o personagem Capitão Planeta, um superherói do meio ambiente. Turner produziu duas séries animadas com o personagem. Em 1993, Turner apareceu no épico Gettysburg, que ele produziu, como o Coronel Waller T. Patton, um papel reprisado por ele em Gods and Generals em 2003, que também produziu.

### Time Warner
Em 22 de setembro de 1995, a Turner Broadcasting System anunciou seus planos de fundir-se com a Time Warner. A fusão foi completada em 10 de outubro de 1996, com Turner como vice-presidente e chefe da divisão de televisão a cabo.

### Vida pessoal
Turner casou-se três vezes:
- Judy Nye (1960–1964);

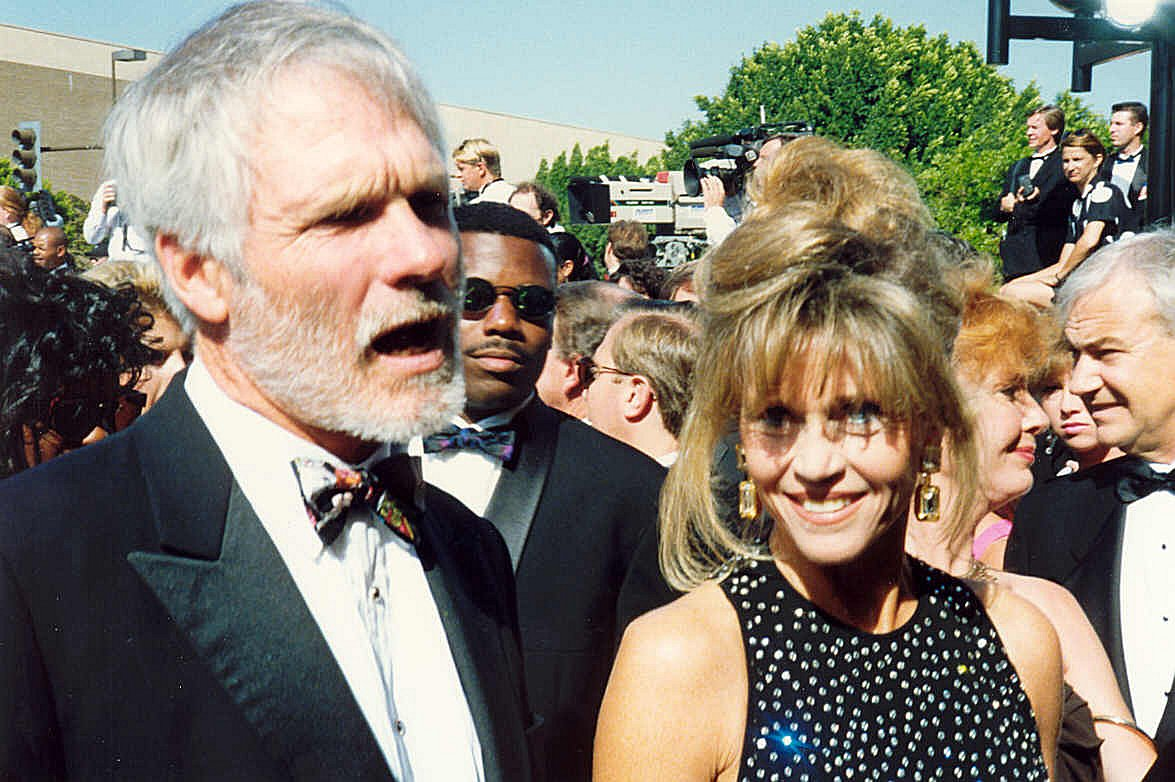
Turner com sua então esposa Jane Fonda em 1992

- Jane Shirley Smith (1965–1988);
- Jane Fonda (1991–2001).

### Recentemente
Em 29 de janeiro de 2003, a AOL Time Warner anunciou que Ted Turner iria renunciar do posto de vice-presidente. Em 24 de fevereiro de 2006, Turner anunciou que não iria tentar a re-eleição como diretor do quadro de diretores da Time Warner.
Em 19 de setembro de 2006, Turner falou sobre a conflito com o Irã e possíveis armas nucleares:
| “ | Eles são um Estado soberano. Nós temos 28 mil. Por que eles não podem ter 10? Nós não falamos nada sobre Israel – eles têm cerca de 100 delas – ou sobre a Índia ou o Paquistão ou a Rússia | ” |

Também já apoiou políticas como o banimento dos homens de cargos públicos:
| “            | Homens deveriam ser barrados de cargos públicos por 100 anos em todas partes do mundo... os homens tiveram milhões de anos em que estiveram no comando. Nós ferramos tudo. Vamos dar isso às mulheres | ” |
| — Ted Turner | |   |

## Filantropia
Como filantropo, ele doou US$ 1 bilhão para criar a Fundação das Nações Unidas, uma instituição de caridade pública para ampliar o apoio dos EUA à ONU. Turner atua como presidente do conselho de administração da Fundação das Nações Unidas. Além disso, em 2001, Turner co-fundou a Iniciativa de Ameaça Nuclear com o senador americano Sam Nunn (D-GA). A NTI é uma organização apartidária dedicada a reduzir a dependência global e prevenir a proliferação de armas nucleares, químicas e biológicas. Atualmente atua como Co-Presidente do Conselho de Administração.